# Chalcopasta arianda
Chalcopasta arianda là một loài bướm đêm trong họ Noctuidae.